# جان واکر (تهیه‌کننده فیلم)
جان واکر (انگلیسی: John Walker؛ زادهٔ ۲۱ آوریل ۱۹۵۶) تهیه‌کننده، هنرپیشه اهل ایالات متحده آمریکا است.

وی تهیه‌کنندگی پویانمایی رایانه‌ای شگفت‌انگیزان محصول سال ۲۰۰۴ شرکت والت دیزنی پیکچرز و پیکسار را برعهده داشت که در هفتاد و هفتمین دوره جوایز اسکار برنده جایزه اسکار بهترین فیلم پویانمایی شد.